# Plutodes polygnampta
Plutodes polygnampta là một loài bướm đêm trong họ Geometridae.